# Thomasomys laniger
Thomasomys laniger är en däggdjursart som först beskrevs av Thomas 1895.  Thomasomys laniger ingår i släktet paramoråttor, och familjen hamsterartade gnagare. IUCN kategoriserar arten globalt som livskraftig. Inga underarter finns listade i Catalogue of Life.
Arten förekommer i bergstrakter i Colombia och Venezuela. Den lever i regioner mellan 1500 och 3800 meter över havet. Habitatet utgörs av molnskogar, andra skogar och buskskogar. Individerna är aktiva på natten och äter växtdelar samt smådjur.